# Frankfurt (Oder)
Frankfurt [ˈfʁaŋkfʊət] vagy Odera-Frankfurt (az NDK idejében hivatalosan: Frankfurt an der Oder, szó szerint: Odera menti Frankfurt): város  Németországban, Brandenburg  szövetségi államban. 1890-ben 55 738 lakosa volt, az 1990-es évek elején 86 ezer.

## Fekvése
81 km távolságra Berlintől, az Odera bal partján fekszik, több vasútvonal találkozásánál. A folyó jobb partján fekvő Słubicét (az egykori Dammvorstadt-ot), amely 1945-től Lengyelországhoz tartozik, híd köti össze a városrésszel.

## Nevezetességei
Az egykori erődítmények helyén sétahelyek és ültetvények vannak.
- Az indóháztól a Fürstenwalder Strasse a színházhoz vezet.
- A város legérdekesebb temploma, a Mária-templom, a 14. század elejéről, 1717-ből való, gazdagon aranyozott főoltárral és a 14. századból való 38 méter magas, hétágú gyertyatartóval.
- A Mária-templomtól északra van a hatalmas városháza (1607).
- Emlékművek:
  - Frigyes Károly bronzszobra;
  - Egy parkban Ewald Christian von Kleist költő emlékműve (1779), aki 1759. augusztus 24-én a kunersdorfi csata után itt halt meg;
  - az Odera jobbparti városrészben áll Lipót, braunschweigi herceg emléke, aki 1785. április 27-én itt az Oderába fulladt.

## Története

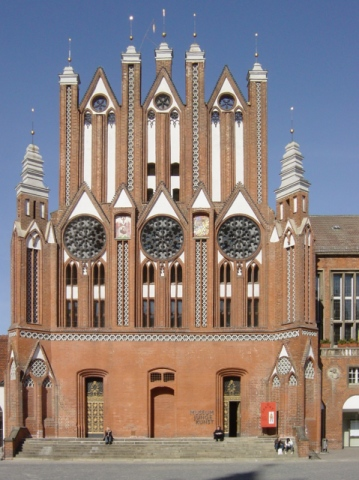
Városháza

Fekvésénél fogva Odera-Frankfurt már régen fontos átkelőhely volt. 1226-ban alapították.  1253-ban kapta meg a városi jogokat. A Hanza-szövetség része volt, vásárai korán jelentőssé tették. Bajor Lajos korában II. István lebusi püspök a lengyelek segítségével eredménytelenül próbálta meg hatalmát a városra kiterjeszteni. 1431-ben és 1432-ben a husziták ostromának volt kitéve. A szagani herceg 1477-ben Mátyás király támogatásával a várost elfoglalta, de a rákövetkező évben azt újra elvesztette.
1631-ben II. Gusztáv Adolf svéd király foglalta el és sarcolta meg. A hétéves háborúban a város szintén sokat szenvedett. 1506-ban alapított egyetemét 1811-ben Breslauba helyezték át. 1816 és 1945 között Frankfurt közigazgatási kerület székhelye volt.
A második világháború végétől 1949-ig szovjet megszállás alatt tartották, míg az Odera jobb partján levő városrész (Słubice) Lengyelországhoz került.
2001-ben nagymértékű lakásbontási program vette kezdetét, melynek során számos, az NDK-s időkben épült panelházat bontottak el. 2005-ig mintegy 3500 lakással lett kevesebb a városban.

## Vallások
A város lakói hagyományosan legnagyobb részben evangélikusok.
A városban 1294 óta élnek zsidók. 1492-ben egy pogrom alkalmával legyilkolták őket, de nemsokára újabb zsidók költöztek a városba. 1561-ben az izraelita hitközség már rendelkezett zsinagógával, 1697 és 1699 között pedig Németországban először itt nyomtatták ki a Talmudot.

## Gazdaság
- Sokféle ipar: gép- és üstgyártás; vasöntés; puska-, kőedény-, hangszer-, bútor-, kesztyűkészítés; vegyipar.
- A kereskedelem, amely különösen kelet, a szláv országok felé igen élénk volt, Berlin rohamos növekvése folytán csökkent.
- Folyami kikötő.

## Testvértelepülések
- Gorzów Wielkopolski, Lengyelország, 1975
- Słubice, Lengyelország 1975
- Heilbronn, Németország, 1988
- Kadima, Izrael, 1997
- Nîmes, Franciaország, 1976
- Vantaa, Finnország, 1987
- Vicebszk (Vityebszk), Fehéroroszország, 1991
- Yuma, USA, 1997